# Mazurche op. 30 (Chopin)
Le Mazurche op. 30 sono un gruppo di quattro composizioni per pianoforte scritte da Fryderyk Chopin fra il 1836 e il 1837.

## Storia
Le quattro Mazurche dell'op. 30 furono in parte abbozzate da Chopin verso la fine del 1836 e completamente scritte e rifinite l'anno successivo. Il fidanzamento del musicista con Maria Wodzińska si era interrotto alla fine dell'estate del 1836 lasciandolo addolorato, offeso e ferito nel suo intimo. Questa speranza svanita, unita alla grande nostalgia della patria lontana, si riflette in queste composizioni che, come tutte le sue Mazurche, più di ogni altra opera, sono sempre state emblema del suo animo profondamente legato alla propria terra. Probabilmente per questo l'op. 30, più che presentare nuovi aspetti o evoluzioni compositive, ripercorre elementi di scrittura già acquisiti, legati spesso a situazioni tratte dal folclore polacco.
Le Mazurche op. 30 furono dedicate da Chopin alla principessa Marcelina de Würtemberg nata Czartoryska, una delle sue allieve più brave e più devote, nel cui salotto parigino il musicista suonò numerose volte.

## Analisi
Mazurca in Do minore op. 30 n. 1
La prima composizione della serie ha l'indicazione Allegretto non tanto ed è una breve pagina molto semplice, costruita con una melodia di quattro battute scritta una volta con la nota tonica e l'altra con la dominante. È presente un Trio costituito da un unico tema; la ripresa ripropone quasi interamente la prima parte, portando a conclusione il brano con un ampliamento delle ultime battute della prima sezione.
L'invenzione musicale trae qui le sue radici quasi interamente dal folclore polacco, ispirato a una kujawiak; il Trio in particolare presenta quella che è una delle più significative particolarità di questo tipo di musica: un insieme di note, costruite attorno a una centrale, che viene alternativamente anticipato da un'altra nota più acuta o da una più bassa dello stesso insieme. Questo particolare accorgimento, come molti altri presenti nelle Mazurche, Chopin lo aveva rielaborato dai ricordi dei suoni e canti popolari ascoltati in gioventù nella campagna polacca.
Mazurca in Si minore op. 30 n. 2
La seconda Mazurca ha l'indicazione Allegretto e presenta una costruzione inusuale. La composizione può essere considerata divisa in quattro sezioni, tenendo conto in primo luogo del materiale tematico, oppure in due se si considera la costruzione stessa delle sezioni con due motivi per ognuna; la struttura è comunque particolare anche perché priva della consueta Ripresa. Insolita è inoltre la tonalità, l'opera inizia infatti in Si minore ma termina in Fa diesis minore; Schumann notò subito la particolarità, sottolineando come la tendenza della tonalità di Si minore conduca verso il Fa diesis minore concludendo il brano in questo modo quasi senza che lo si avverta. Quest'incertezza tonale è di derivazione popolare e in particolare dall'Oberek a cui questa Mazurca si rifà.
Mazurca in Re bemolle maggiore op. 30 n. 3
La costruzione della terza Mazurca è più tradizionale, è scritta nel consueto schema ABA e presenta un'Introduzione. Di durata maggiore delle due precedenti, porta l'indicazione Allegro non troppo. Il brano ha un carattere deciso, fiero, tanto che il musicologo Antoni Szulc disse che vi si può sentire «orgoglio e grandezza» in particolare nella parte introduttiva. Non è impossibile che in un primo momento le idee iniziali di questa composizione facessero pensare al compositore alla realizzazione di una Polacca.
L'Introduzione è costituita da otto battute dal tono marziale e ha aspetti di derivazione popolare; nella parte dell'accompagnamento si notano infatti rimembranze dei contrabbassi paesani che con le loro arcate accompagnavano le melodie e i canti folcloristici. Ancora di origine popolare è l'incertezza tonale del brano che oscilla dal Re bemolle maggiore iniziale al Fa bemolle maggiore, come se la musica cercasse continuamente la sua strada; ciò che ne deriva è una sensazione di inquietudine e incertezza finché, dopo ulteriori mutamenti da modo maggiore a minore, giunge a una pacata conclusione.
Mazurca in Do diesis minore op. 30 n. 4
L'ultima composizione della serie ha la consueta costruzione ABA, presenta un'Introduzione e una Coda finale e porta l'indicazione Allegretto. È una delle Mazurche più complesse, più ricche di temi e di forza espressiva, tanto che può essere considerata un vero "poema lirico". Dopo un inizio pacato e a mezza voce la musica si riprende subito con temi di grande intensità emotiva, così ricchi di novità armoniche che sicuramente dovettero stupire i primi ascoltatori e non solo, visto che anche Schumann, dopo il primo ascolto, recensì in modo non proprio positivo la composizione, salvo poi ravvedersi alcuni anni dopo riconoscendo la particolarità del lavoro e invitando i professori a «imparare molte cose da Chopin».
Anche in questa Mazurca, come nella precedente, si avvertono numerosi passi di derivazione popolare a partire dall'Introduzione con la presenza della "quarta slava" e dell'inserimento nell'accompagnamento di arpeggi che ricordano i contrabbassi paesani ascoltati dall'autore in gioventù.
Il brano, uno dei più belli fra tutte le Mazurche, trova il suo momento più intenso nel tema espresso in Si maggiore che sembra una vera e propria aspirazione verso la propria terra; il motivo, tormentato, porta poi dopo alcune varianti, a un nuovo tema appassionato ed energico. La Coda finale ripropone una parte del tema più malinconico e rievocativo, accentuandone il carattere nostalgico scrivendolo per un'ottava più bassa e portandolo poi ad affievolirsi a poco a poco.